# NGC 602
NGC 602 (również ESO 29-SC40) – gromada otwarta znajdująca się w gwiazdozbiorze Węża Wodnego. Została odkryta 1 sierpnia 1826 roku przez Jamesa Dunlopa. Jest powiązana z mgławicą emisyjną LHA 115-N 90 (N90).
Gromada NGC 602 znajduje się niemal na skraju Małego Obłoku Magellana w odległości blisko 200 000 lat świetlnych od Ziemi. Jest to młoda gromada, której wiek szacuje się na 5 milionów lat. NGC 602 jest otoczona przez rodzinny gaz i pył powstały w tej gromadzie. Jej pofałdowane warstwy oraz wymiecione przez wiatr gwiazdowy kształty sugerują, że pyłowy materiał został wydmuchany przez energetyczne promieniowanie i fale uderzeniowe pochodzące od młodych masywnych gwiazd gromady. Proces ten wywołał sukcesywne formowanie gwiazd postępujące od środka NGC 602 na zewnątrz gromady.